# Lonchocarpus benthamianus
Lonchocarpus benthamianus är en ärtväxtart som beskrevs av Henri François Pittier. Lonchocarpus benthamianus ingår i släktet Lonchocarpus och familjen ärtväxter. Inga underarter finns listade i Catalogue of Life.